# Jacques Davila
Jacques Davila (* 25. Dezember 1941 in Oran, Algerien; † 14. Oktober 1991 in Paris) war ein französischer Regisseur und Drehbuchautor.

## Leben
Davila arbeitete nach seinem Literaturstudium von 1969 bis 1972 als Regieassistent beim Französischen Fernsehen, wo er beispielsweise auch Dim, Dam, Dom, eine Varieté-Show betreute, die Musik, Ballett und kurze szenische Sketche beinhaltete. Ab 1972 war er mit den Dreharbeiten für Kurzfilme und die Gestaltung von kleineren filmischen Einheiten befasst. Auf dem Festival du Marais im Jahr 1973 inszenierte Davila mehrere Stücke einschließlich Turcaret, eine Komödie des französischen Schriftstellers Alain-René Lesage, die zur Zeit ihrer Entstehung ein Skandalerfolg war.
1975 entstand sein erster Spielfilm Certaines nouvelles. Er wurde mit dem Jean-Vigo-Preis 1979 ausgezeichnet. Dabei handelt es sich um einen Preis, der an französische Regisseure verliehen wird, die sich durch die Unabhängigkeit ihres Geistes und durch die Originalität ihres Stils, auszeichnen. Der Film spielt 1961 zur Zeit des Algerienkriegs. Micheline Presle und Bernadette Lafont spielen die Hauptrollen. Die Stärke des Films liegt in der Beobachtung des täglichen Lebens und gilt als authentisches Zeugnis. Während der Dreharbeiten kam es zu Schwierigkeiten mit der Produktion und beim Vertrieb, sodass Certaines nouvelles erst im März 1980 in Frankreich veröffentlicht wurde.
Sich immer wieder ein wenig außerhalb des gängigen Systems bewegend, drehte Davila Filme wie Archipel des amours (1983), wo er neben anderen Regisseuren für eine der Episoden verantwortlich war, sowie Qui trop embrasse... (1986), einen Film über die Wechselfälle des Ehelebens. Sein Stil der strengen Einfachheit findet auch Ausdruck in dem 1989 erschienenen Film La Campagne de Cicéron, der von drei Paaren berichtet, für die ein Urlaub in der Languedoc zu schwerwiegenden Entscheidungen führt. Von dem Film wurde jedoch in erster Linie auf Filmmessen Notiz genommen.
Davila starb 1991 an AIDS.

## Filmografie (Auswahl)
- 1980: Certaines nouvelles
- 1983: Archipel des amours
- 1986: Beau Temps, Mais Orageux en Fin de Journee (Drehbuch)
- 1986: Qui trop embrasse… (auch Drehbuch)
- 1986: Beau temps mais orageux en fin de journée
- 1990: La Campagne de Cicéron
- 1990: Après après-demain (Drehbuch)